# Бас-Гордалі
Бас-Гордалі (рос. Бас-Гордали) — село у Ножай-Юртовському районі Чечні Російської Федерації.
Населення становить 155 осіб. Входить до складу муніципального утворення Гордалінське сільське поселення.

## Історія
Згідно із законом від 20 лютого 2009 року органом місцевого самоврядування є Гордалінське сільське поселення.

## Населення
| 1990 | 2002 | 2010 |
| ---- | ---- | ---- |
| 421  | ↘0   | ↗155 |